# آنتونیو اسکینلا کونتی
آنتونیو اسکینلا کونتی (ایتالیایی: Antonio Schinella Conti؛ زاده ۲۲ ژانویه ۱۶۷۷ – درگذشته ۶ آوریل ۱۷۴۹) یک ریاضی‌دان، فیزیک‌دان، تاریخ‌نگار و فیلسوف اهل ایتالیا بود.